# Liste alphabétique des circuits de Formule 1
Pour un article plus général, voir Circuit automobile.
La Formule 1, discipline reine de la compétition automobile a accueilli plusieurs Grand Prix automobiles à travers le monde sur plusieurs circuits différents selon les années.

## Circuits du championnat du monde
Cette liste recense les circuits ayant accueilli une manche du championnat du monde depuis sa création, en 1950.
Les circuits utilisés pour le championnat du monde de Formule 1 2025 sont en fond orange :
- Mise à jour au Grand Prix automobile d'Espagne 2025

| Circuit (nom original)                                                       | Lieu                       | Courses                                                                                   | Années                   | Nb.  |
| ---------------------------------------------------------------------------- | -------------------------- | ----------------------------------------------------------------------------------------- | ------------------------ | ---- |
| Circuit urbain d'Adélaïde (Adelaide Street Circuit)                          | Adélaïde                   | Grand Prix d'Australie                                                                    | 1985-1995                | 11   |
| Circuit d'Ain-Diab                                                           | Casablanca                 | Grand Prix du Maroc                                                                       | 1958                     | 1    |
| Circuit urbain de Bakou (Baku City Circuit)                                  | Bakou                      | Grand Prix d'Europe Grand Prix d'Azerbaïdjan                                              | 2016-2019-2024           | 7    |
| Circuit d'Aintree (Aintree Racetrack)                                        | Liverpool                  | Grand Prix de Grande-Bretagne                                                             | 1955, 1957...            | 5    |
| Circuit de l'Albert Park (Melbourne Grand Prix Circuit)                      | Albert Park                | Grand Prix d'Australie                                                                    | 1996-2019,2022-2025      | 28   |
| Circuit des Amériques (Circuit of the Americas)                              | Austin                     | Grand Prix des États-Unis                                                                 | 2012-2019,2021-2024      | 12   |
| AVUS (Automobil-Verkehrs- und Übungs-Straße)                                 | Berlin-Ouest               | Grand Prix d'Allemagne                                                                    | 1959                     | 1    |
| Circuit international de Sakhir (Barhain International Circuit)              | Sakhir                     | Grand Prix de Bahreïn Grand Prix de Sakhir                                                | 2004-2010 ...            | 22   |
| Circuit de Boavista (Circuito da Boavista)                                   | Porto                      | Grand Prix du Portugal                                                                    | 1958, 1960               | 2    |
| Circuit de Brands Hatch (Brands Hatch Circuit)                               | Longfield                  | Grand Prix de Grande-Bretagne Grand Prix d'Europe                                         | 1964, 1966...            | 14   |
| Circuit de Bremgarten                                                        | Bremgarten bei Bern        | Grand Prix de Suisse                                                                      | 1950-1954                | 5    |
| Circuit Bugatti                                                              | Le Mans                    | Grand Prix de France                                                                      | 1967                     | 1    |
| Circuit international Buddh (Buddh International Circuit)                    | Greater Noida              | Grand Prix d'Inde                                                                         | 2011-2013                | 3    |
| Circuit du Caesars Palace (Caesars Palace Grand Prix Circuit)                | Las Vegas                  | Grand Prix de Las Vegas                                                                   | 1981, 1982, 2023-2024    | 4    |
| Circuit de Catalogne (Circuit de Catalunya)                                  | Montmeló                   | Grand Prix d'Espagne                                                                      | 1991-2025                | 35   |
| Circuit de Charade                                                           | Saint-Genès-Champanelle    | Grand Prix de France                                                                      | 1965, 1969...            | 4    |
| Circuit de la corniche de Djeddah (Circuit de la corniche de Djeddah)        | Djeddah                    | Grand Prix automobile d'Arabie saoudite                                                   | 2021-2025                | 5    |
| Circuit urbain de Détroit (Streets of Detroit)                               | Détroit                    | Grand Prix des États-Unis                                                                 | 1982-1988                | 7    |
| Circuit de Dijon-Prenois                                                     | Prenois                    | Grand Prix de France Grand Prix de Suisse                                                 | 1974, 1977...            | 6    |
| Circuit de Donington Park (Donington Park Circuit)                           | Castle Donington           | Grand Prix d'Europe                                                                       | 1993                     | 1    |
| Circuit Enzo et Dino Ferrari (Autodromo Enzo e Dino Ferrari)                 | Imola                      | Grand Prix de Saint-Marin Grand Prix d'Italie Grand Prix d'Émilie-Romagne                 | 1980-2021...             | 31   |
| Circuit d'Estoril (Autodromo do Estoril)                                     | Estoril                    | Grand Prix du Portugal                                                                    | 1984-1996                | 13   |
| Circuit de Fair Park (Fair Park Circuit)                                     | Dallas                     | Grand Prix des États-Unis                                                                 | 1984                     | 1    |
| Circuit du Mont Fuji (Fuji Speedway)                                         | Oyama                      | Grand Prix du Japon                                                                       | 1976, 1977...            | 4    |
| Circuit Gilles-Villeneuve                                                    | Montréal                   | Grand Prix du Canada                                                                      | 1978-1986...             | 43   |
| Circuit des frères Rodriguez (Autódromo Hermanos Rodríguez)                  | Mexico                     | Grand Prix du Mexique                                                                     | 1963-1970...             | 24   |
| Circuit d'Hockenheim (Hockenheimring)                                        | Hockenheim                 | Grand Prix d'Allemagne                                                                    | 1970...                  | 37   |
| Hungaroring                                                                  | Mogyoród                   | Grand Prix de Hongrie                                                                     | 1986-2020-2024           | 39   |
| Circuit routier d'Indianapolis (Indianapolis Motor Speedway Infield)         | Indianapolis               | Indianapolis 500 Grand Prix des États-Unis                                                | 1950-1960 2000-2007      | 19   |
| Circuit d'Istanbul Park (Otodrom Istanbul Park)                              | Tuzla                      | Grand Prix de Turquie                                                                     | 2005-2011-2020-2021      | 9    |
| Circuit Nelson Piquet de Jacarepagua (Autódromo Internacional Nelson Piquet) | Rio de Janeiro             | Grand Prix du Brésil                                                                      | 1978...                  | 10   |
| Circuit Permanent du Jarama (Circuito Permanente del Jarama)                 | San Sebastián de los Reyes | Grand Prix d'Espagne                                                                      | 1968, 1970...            | 9    |
| Circuit Permanent de Jerez (Circuito Permanente de Jerez)                    | Jerez de la Frontera       | Grand Prix d'Espagne Grand Prix d'Europe                                                  | 1986-1990...             | 7    |
| Circuit José Carlos Pace d'Interlagos (Autodromo José Carlos Pace)           | São Paulo                  | Grand Prix du Brésil                                                                      | 1973-1977...             | 41   |
| Circuit de Kyalami (Kyalami Racetrack)                                       | Kyalami                    | Grand Prix d'Afrique du Sud                                                               | 1967-1980...             | 20   |
| Circuit urbain de Long Beach (Long Beach Street Circuit)                     | Long Beach                 | Grand Prix des États-Unis Ouest                                                           | 1976-1983                | 8    |
| Circuit international de Losail (Circuit international de Losail)            | Losail                     | Grand Prix automobile du Qatar                                                            | 2021-2023-2024           | 3    |
| Circuit de Nevers Magny-Cours                                                | Magny-Cours                | Grand Prix de France                                                                      | 1991-2008                | 18   |
| Autodrome international de Miami                                             | Miami Gardens              | Grand Prix de Miami                                                                       | 2022-2025                | 4    |
| Circuit du parc de Monsanto                                                  | Lisbonne                   | Grand Prix du Portugal                                                                    | 1959                     | 1    |
| Circuit de Monaco                                                            | Monaco                     | Grand Prix de Monaco                                                                      | 1950...                  | 71   |
| Circuit de Montjuïc (Circuito de Monjuïc)                                    | Barcelone                  | Grand Prix d'Espagne                                                                      | 1969...                  | 4    |
| Circuit Mont-Tremblant                                                       | Mont Tremblant             | Grand Prix du Canada                                                                      | 1968, 1970               | 2    |
| Circuit de Monza (Autodromo Nazionale di Monza)                              | Monza                      | Grand Prix d'Italie                                                                       | 1950-1979...             | 74   |
| Circuit du Mugello                                                           | Mugello                    | Grand Prix de Toscane                                                                     | 2020                     | 1    |
| Circuit Mosport Park (Mosport Park)                                          | Bowmanville                | Grand Prix du Canada                                                                      | 1967...                  | 8    |
| Circuit de Nivelles-Baulers                                                  | Nivelles                   | Grand Prix de Belgique                                                                    | 1972, 1974               | 2    |
| Nürburgring                                                                  | Nürburg                    | Grand Prix d'Allemagne Grand Prix d'Europe Grand Prix du Luxembourg Grand Prix de l'Eifel | 1951-1958...             | 41   |
| Circuit Juan et Oscar Gálvez (Autodromo Juan y Oscar Gàlvez)                 | Buenos Aires               | Grand Prix d'Argentine                                                                    | 1953-1958...             | 20   |
| Red Bull Ring                                                                | Spielberg                  | Grand Prix d'Autriche Grand Prix de Styrie                                                | 1970-1987...             | 38   |
| Circuit Paul Ricard                                                          | Le Castellet               | Grand Prix de France                                                                      | 1971...                  | 18   |
| Circuit de Pedralbes (Circuito Pedralbes)                                    | Barcelone                  | Grand Prix d'Espagne                                                                      | 1951, 1954               | 2    |
| Circuit de Pescara (Circuito di Pescara)                                     | Pescara                    | Grand Prix de Pescara                                                                     | 1957                     | 1    |
| Circuit urbain de Phoenix (Phoenix Street Circuit)                           | Phoenix                    | Grand Prix des États-Unis                                                                 | 1989-1991                | 3    |
| Autódromo Internacional do Algarve                                           | Portimão                   | Grand Prix du Portugal                                                                    | 2020-2021                | 2    |
| Circuit Prince George (Prince George Circuit)                                | East London                | Grand Prix d'Afrique du Sud                                                               | 1962...                  | 3    |
| Circuit de Reims-Gueux                                                       | Gueux                      | Grand Prix de France                                                                      | 1950...                  | 11   |
| Circuit de Riverside (Riverside International Raceway)                       | Riverside                  | Grand Prix des États-Unis                                                                 | 1960                     | 1    |
| Circuit de Rouen-les-Essarts                                                 | Grand-Couronne             | Grand Prix de France                                                                      | 1952...                  | 5    |
| Circuit de Scandinavie (Scandinavian Raceway)                                | Jönköping                  | Grand Prix de Suède                                                                       | 1973-1978                | 6    |
| Sebring International Raceway                                                | Sebring                    | Grand Prix des États-Unis                                                                 | 1959                     | 1    |
| Circuit international de Sepang (Sepang International Circuit)               | Sepang                     | Grand Prix de Malaisie                                                                    | 1999-2017                | 19   |
| Circuit international de Shanghai (Shanghai International Circuit)           | Shanghai                   | Grand Prix de Chine                                                                       | 2004-2019, 2024-2025     | 18   |
| Circuit de Silverstone (Silverstone Circuit)                                 | Silverstone                | Grand Prix de Grande-Bretagne Grand Prix du 70e anniversaire                              | 1950-1954...             | 59   |
| Circuit urbain de Singapour (Marina Bay Street Circuit)                      | Singapour                  | Grand Prix de Singapour                                                                   | 2008-2019-2022-2024      | 15   |
| Circuit de Spa-Francorchamps                                                 | Francorchamps              | Grand Prix de Belgique                                                                    | 1950...                  | 57   |
| Autodrome de Sotchi (Сочи Автодром)                                          | Sotchi                     | Grand Prix de Russie                                                                      | 2014-2020-2021           | 8    |
| Circuit de Suzuka (Suzuka Circuit)                                           | Suzuka                     | Grand Prix du Japon                                                                       | 1987-2006...             | 35   |
| Circuit TI (Tanaka International Circuit)                                    | Mimasaka (ville)           | Grand Prix du Pacifique                                                                   | 1994, 1995               | 2    |
| Circuit urbain de Valence (Circuito urbano de Valencia)                      | Valencia                   | Grand Prix d'Europe                                                                       | 2008-2012                | 5    |
| Circuit de Watkins Glen (Watkins Glen International)                         | Watkins Glen               | Grand Prix des États-Unis                                                                 | 1961-1980                | 20   |
| Circuit Yas Marina (Yas Marina Circuit)                                      | Abou Dabi                  | Grand Prix d'Abou Dabi                                                                    | 2009-2020-2022-2023-2024 | 16   |
| Circuit de Yeongam (Korea International Circuit)                             | Mokpo                      | Grand Prix de Corée du Sud                                                                | 2010-2013                | 4    |
| Circuit de Zandvoort (Circuit Park Zandvoort)                                | Zandvoort                  | Grand Prix des Pays-Bas                                                                   | 1952...                  | 34   |
| Circuit de Zeltweg (Flughafen Zeltweg)                                       | Zeltweg                    | Grand Prix d'Autriche                                                                     | 1964                     | 1    |
| Circuit de Zolder                                                            | Heusden-Zolder             | Grand Prix de Belgique                                                                    | 1973...                  | 10   |
| Total                                                                        | Total                      | Total                                                                                     | 1950-2025                | 1134 |

## Circuits hors-championnat du monde
Cette liste recense les circuits ayant accueilli une manche hors-championnat du monde depuis 1950.
| Circuit (nom original)      | Lieu                | Courses                        |
| --------------------------- | ------------------- | ------------------------------ |
| Circuit de Pau-Ville        | Pau                 | Grand Prix de Pau              |
| Circuit de Goodwood         | Goodwood            | Richmond Trophy                |
| Circuit de San Remo         | Sanremo             | Grand Prix de San Remo         |
| Circuit de Montlhéry        | Montlhéry           | Grand Prix de Paris            |
| Circuit de Douglas          | Douglas             | British Empire Trophy          |
| Circuit urbain de Bari      | Bari                | Grand Prix de Bari             |
| Circuit de St.Helier        | Saint-Hélier        | Jersey Road Race               |
| Circuit d'Albi              | Albi                | Grand Prix d'Albi              |
| Circuit des Nations         | Genève              | Grand Prix des Nations         |
| Circuit de Gamston          | Retford             | Nottigham Trophy               |
| Circuit de Dundrod          | Dundrod             | Ulster Trophy                  |
| Circuit de Syracuse         | Syracuse            | Grand Prix de Syracuse         |
| Circuit de Bordeaux         | Bordeaux            | Grand Prix de Bordeaux         |
| Circuit du Bois de Boulogne | Paris               | Grand Prix de Paris            |
| Circuit de Winfield         | Winfield            | Grand Prix d'Écosse            |
| Circuit de Gávea            | Gávea               | Grand Prix de Rio de Janeiro   |
| Circuit du Parc Valentino   | Turin               | Grand Prix de Valentino        |
| Circuit de Ringwood         | Ringwood            | Grand Prix d'Ibsley            |
| Circuit de Marseille        | Marseille           | Grand Prix de Marseille        |
| Circuit de Snetterton       | Norfolk             | Grand Prix de Snetterton       |
| Circuit de Eläintarharata   | Eläintarharata      | Eläintarhan ajot               |
| Circuit de Posillipo        | Naples              | Grand Prix de Naples           |
| Circuit de Chimay           | Chimay              | Grand Prix des Frontières      |
| Circuit du Lac              | Aix-les-Bains       | Circuit du Lac                 |
| Circuit de Boreham          | Boreham             | West Essex Race                |
| Circuit des Sables d'Olonne | Les Sables-d'Olonne | Grand Prix des Sables d'Olonne |
| Circuit de Caen             | Caen                | Grand Prix de Caen             |
| Circuit du Comminges        | Saint-Gaudens       | Grand Prix du Comminges        |
| Circuit de Turnberry        | Turnberry           | National Trophy                |
| Circuit de La Baule         | La Baule-Escoublac  | Grand Prix de La Baule         |
| Circuit de Modène           | Modène              | Grand Prix de Modène           |
| Circuit de Skarpnäck        | Skarpnäck           | Skarpnäcksloppet               |
| Circuit de Castle Combe     | Castle Combe        | Joe Fry Memorial Trophy        |
| Circuit de Chaterhall       | Chaterhall          | Newcastle Journal Trophy       |